# Округ Мејџор (Оклахома)
Мејџор (енгл. Major County) је округ у америчкој савезној држави Оклахома.

## Демографија
По попису из 2010. године број становника је 7.527, што је 18 (-0,2%) становника мање него 2000. године.
| Група             | 2000.         | 2010.         |
| Белци             | 7.076 (93,8%) | 6.629 (88,1%) |
| Афроамериканци    | 14 (0,2%)     | 33 (0,4%)     |
| Азијати           | 7 (0,1%)      | 26 (0,3%)     |
| Хиспаноамериканци | 303 (4,0%)    | 565 (7,5%)    |
| Укупно            | 7.545         | 7.527         |